# Grupo Swatch
The Swatch Group Ltd es un fabricante suizo de relojes y joyería. La empresa se fundó en 1983 mediante la fusión de ASUAG y de SSIH (los dos principales conglomerados helvéticos de firmas relojeras, al borde de la liquidación por entonces), pasando a fabricar relojes con movimientos de cuarzo para resolver la amenaza que la crisis del cuarzo supuso para la industria relojera suiza tradicional.
Es la empresa relojera más grande del mundo y emplea a unas 31.000 personas en 50 países. El grupo es propietario de la línea de productos Swatch y de otras marcas de lujo, como Blancpain, Breguet, Certina, Glashütte-Original, Hamilton, Harry Winston, Longines, Mido, Omega, Rado y Tissot, además de ser el dueño de ETA, uno de los principales fabricantes de movimientos del mundo.

## Historia

### SSIH
La SSIH (Société suisse pour l'industrie horlogère) se originó en 1930 tras la fusión de las empresas Omega y Tissot. La calidad de los relojes suizos era alta, pero nuevas tecnologías, como el reloj eléctrico, introducido por la compañía Hamilton en 1957, y el reloj de diapasón Bulova Accutron, en 1961, presagiaban una creciente competencia tecnológica.
A finales de la década de 1970, SSIH se declaró insolvente debido en parte a una recesión y en parte a la fuerte competencia de los relojes de cristal de cuarzo de fabricación asiática, de bajo coste. Estas dificultades se produjeron a pesar de haberse convertido en el mayor productor de relojes de Suiza y el tercero del mundo. Sus bancos acreedores asumieron el control en 1981.

### ASUAG
La ASUAG (Allgemeine Schweizerische Uhrenindustrie AG), fundada en 1931, fue el mayor productor mundial de mecanismos de relojería y sus componentes (como volantes, resortes, piedras de reloj ("rubíes") u otros componentes). ASUAG también había integrado diversas marcas de relojes en 1972 en una sociedad subsidiaria, General Watch Co, y quebró de forma similar a la SSIH en 1982.

### El Grupo Swatch
ASUAG/SSIH se fundó en 1983 a partir de las dos empresas predecesoras con dificultades financieras, ASUAG y SSIH. Tras ser privatizada en 1985 por el entonces director ejecutivo Nicolas Hayek, con la colaboración de los bancos suizos y la ayuda financiera de un grupo de inversores privados suizos (en particular, Stephan Schmidheiny y Esther Grether), pasó a llamarse SMH (Société de Microélectronique et d'Horlogerie) en 1986 y, finalmente, Swatch Group Ltd. en 1998.
La marca de relojes "Swatch" fue lanzada en 1983 por el director ejecutivo de ETA SA Manufacture Horlogère Suisse, Ernst Thomke, y sus ingenieros. El reloj de cuarzo se rediseñó para lograr una fabricación más eficiente y un menor número de piezas, y se modernizó su estilo y diseño.

## Marcas

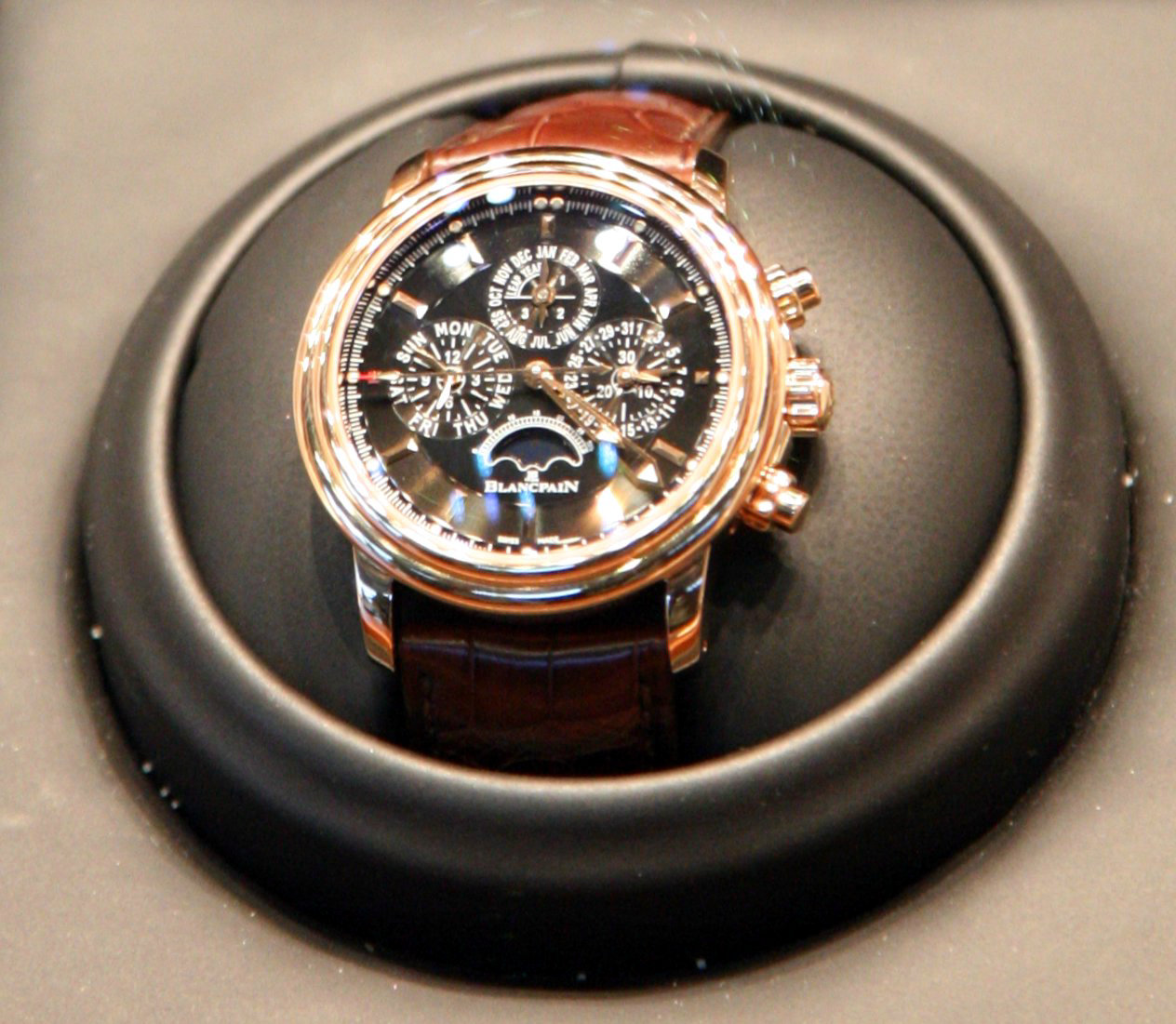
Reloj Blancpain

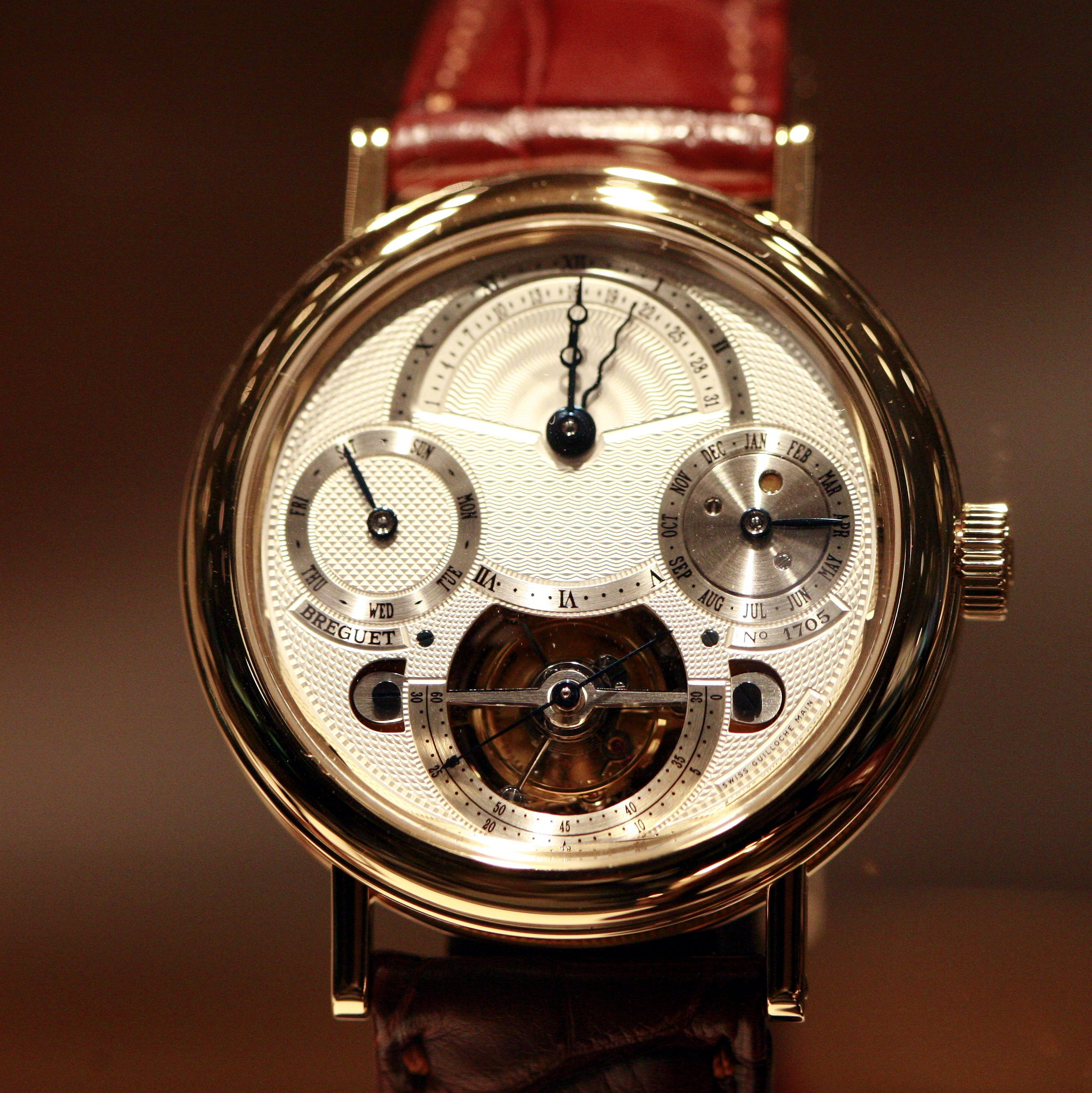
Reloj Breguet No. 1705 tourbillon

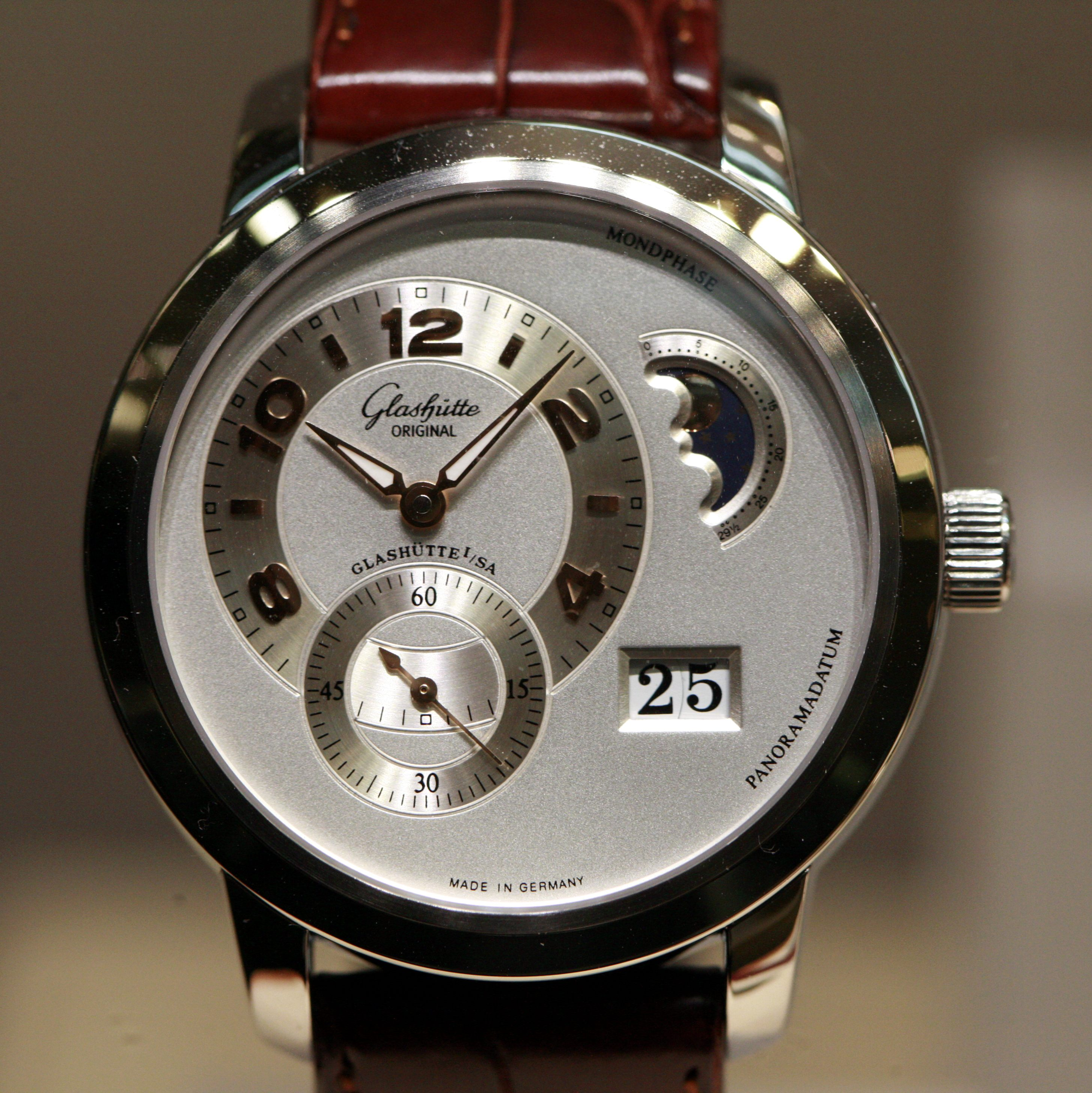
Reloj Panomatic Lunar de Glashütte-Original

Con el paso de los años, el Grupo Swatch adquirió varias empresas de relojería de lujo, entre ellas Blancpain (fundada en 1735 y adquirida por Swatch en 1992), Breguet (fundada en 1775 y adquirida en 1999), y Glashütte-Original (firma alemana adquirida en el año 2000). La empresa ha continuado produciendo relojes con estos nombres.
HW Holding Inc., propietaria de Harry Winston, Inc., empresa estadounidense de joyería y relojes de lujo, fue adquirida el 26 de marzo de 2013 por 711 millones de francos suizos. Nayla Hayek asumió el cargo de directora ejecutiva en 2010. La compañía adquirió el diamante azul impecable más grande del mundo, The Winston Blue, el 15 de mayo de 2014.
La siguiente lista incluye las marcas propiedad del Grupo Swatch:
Actual (2025)
- Balmain
- Blancpain
- Breguet
- Certina
- Flik Flak
- Glashütte-Original
- Hamilton
- Harry Winston
- Jaquet Droz
- Longines
- Mido
- Omega
- Rado
- Swatch
- Tissot
- Union Glashütte

Descatalogadas o vendidas
- Calvin Klein Watches
- Endura
- Léon Hatot

## Fabricación de relojes

### Movimientos ETA
La filial de Swatch, ETA SA Manufacture Horlogère Suisse, con sede en Grenchen, es un fabricante de equipo original (especialmente movimientos), que suministra a numerosas empresas fabricantes de relojes, como LVMH (que comercializa las líneas TAG Heuer, Hublot y Zenith) y Richemont (que comercializa, entre otras, A. Lange & Söhne, Baume & Mercier, IWC Schaffhausen, Jaeger-LeCoultre, Panerai, Piaget, Roger Dubuis, y Vacheron Constantin).

### Sistemas electrónicos
La empresa Swatch Group Electronic System incluye las firmas siguientes:
- Belenos Clean Power AG.[16]
- EM Microelectronic-Marin: diseña y produce circuitos integrados de señal mixta de bajo voltaje y consumo ultrabajo, pantallas de cristal líquido (LCD) y módulos de control. Las líneas de productos de CI incluyen RFID, microcontroladores, tarjetas inteligentes, ASIC, RTC, circuitos de reinicio, watchdog (sistema de reinicio en caso de fallo), controladores de LCD y circuitos integrados ópticos.
- Micro Crystal: produce cristales de cuarzo miniatura de bajo consumo y pequeños osciladores de bajo consumo.
- Renata: Desarrolla y produce microbaterías. Sus líneas de productos incluyen pilas de botón y baterías recargables (de polímero de litio).

### Swatch Internet Time
En 1998, Swatch inventó la "Hora Internet", concebida como un sistema horario global, que divide el día en 1000 pulsaciones en un único huso horario mundial.
En octubre de 2004, Swatch presentó su primer reloj inteligente, el modelo Paparazzi, basado en la tecnología SPOT (Tecnología de Objetos Personales Inteligentes) de la Corporación Microsoft.

### Escuela de relojería
El Grupo Swatch comenzó a impartir sus primeras clases en la Escuela de Relojería Nicolas G. Hayek en Miami y Florida en septiembre de 2005. Existen otras escuelas de relojería en Glashütte (Sajonia), Alemania; Pforzheim, Alemania; Kuala Lumpur, Malasia; y Shanghái, China.

## Patrocinio

### Cronometraje deportivo y de eventos
Swiss Timing, bajo marcas como Omega, Longines y Tissot, ofrece servicios de cronometraje para eventos deportivos como las competiciones de Fórmula 1, los Juegos Olímpicos, el Tour de Francia y diversas pruebas hípicas. En 2018, se anunció que el Grupo Swatch celebraría su propia feria de relojes en Zúrich, durante el Baselworld 2019.

### Empresas conjuntas
En 1994, Swatch estableció una empresa conjunta con la alemana Mercedes-Benz Group para producir el automóvil Smart, pero posteriormente se retiró del proyecto.
La filial de Swatch, Belenos Clean Power AG, estableció una empresa conjunta con el Instituto Paul Scherrer en mayo de 2008 para desarrollar una pila de combustible de hidrógeno para un automóvil propulsado por pilas de combustible. Swatch comenzó las pruebas de conducción del coche en Suiza en 2012. Sin embargo, el Grupo Swatch abandonó el proyecto de un coche propulsado por pilas de combustible en junio de 2015, para centrarse en un nuevo tipo de batería con alta capacidad de almacenamiento.